# Pessac-sur-Dordogne
Pessac-sur-Dordogne ist eine französische Gemeinde mit 446 Einwohnern (Stand: 1. Januar 2022) im Département Gironde in der Region Nouvelle-Aquitaine (vor 2016 Aquitaine); sie gehört zum Arrondissement Libourne und zum Kanton Les Coteaux de Dordogne. Die Einwohner werden Pessacais genannt.

## Geographie
Pessac-sur-Dordogne liegt etwa 52 Kilometer östlich von Bordeaux und 30 Kilometer ostsüdöstlich von Libourne an der Dordogne, die die Gemeinde im Norden begrenzt, und an ihren Zuflüssen Durèze und Soulège, die hier münden. Die Dordogne markiert auch die Grenze zum Département Dordogne. Umgeben wird Pessac-sur-Dordogne von den Nachbargemeinden Saint-Seurin-de-Prats im Nordwesten und Norden, Eynesse im Norden und Nordosten, Saint-Avit-de-Soulège im Osten, Saint-Quentin-de-Caplong im Südosten, Gensac im Süden sowie Juillac im Westen.

## Bevölkerungsentwicklung
| Jahr                       | 1962 | 1968 | 1975 | 1982 | 1990 | 1999 | 2007 | 2020 |
| Einwohner                  | 588  | 576  | 534  | 490  | 471  | 463  | 469  | 441  |
| Quellen: Cassini und INSEE |      |      |      |      |      |      |      |      |

## Sehenswürdigkeiten
- Kirche Saint-Vincent aus dem 12. Jahrhundert
- Protestantische Kirche aus dem 19. Jahrhundert
- Schloss Montbreton aus dem 14. Jahrhundert, Umbauten aus dem 17. Jahrhundert
- Herrenhaus von La Bernède aus dem 16./17. Jahrhundert, seit 2007 Monument historique
- Schloss Vidasse aus dem 15. Jahrhundert, Umbauten aus dem 17. und 19. Jahrhundert
- Schloss Ribebon aus dem 17. Jahrhundert
- Schloss Carbonneau aus dem 19. Jahrhundert
- Turm von Beaupoil aus dem 14. Jahrhundert
- Wassermühle von Moustelat aus dem 18. Jahrhundert

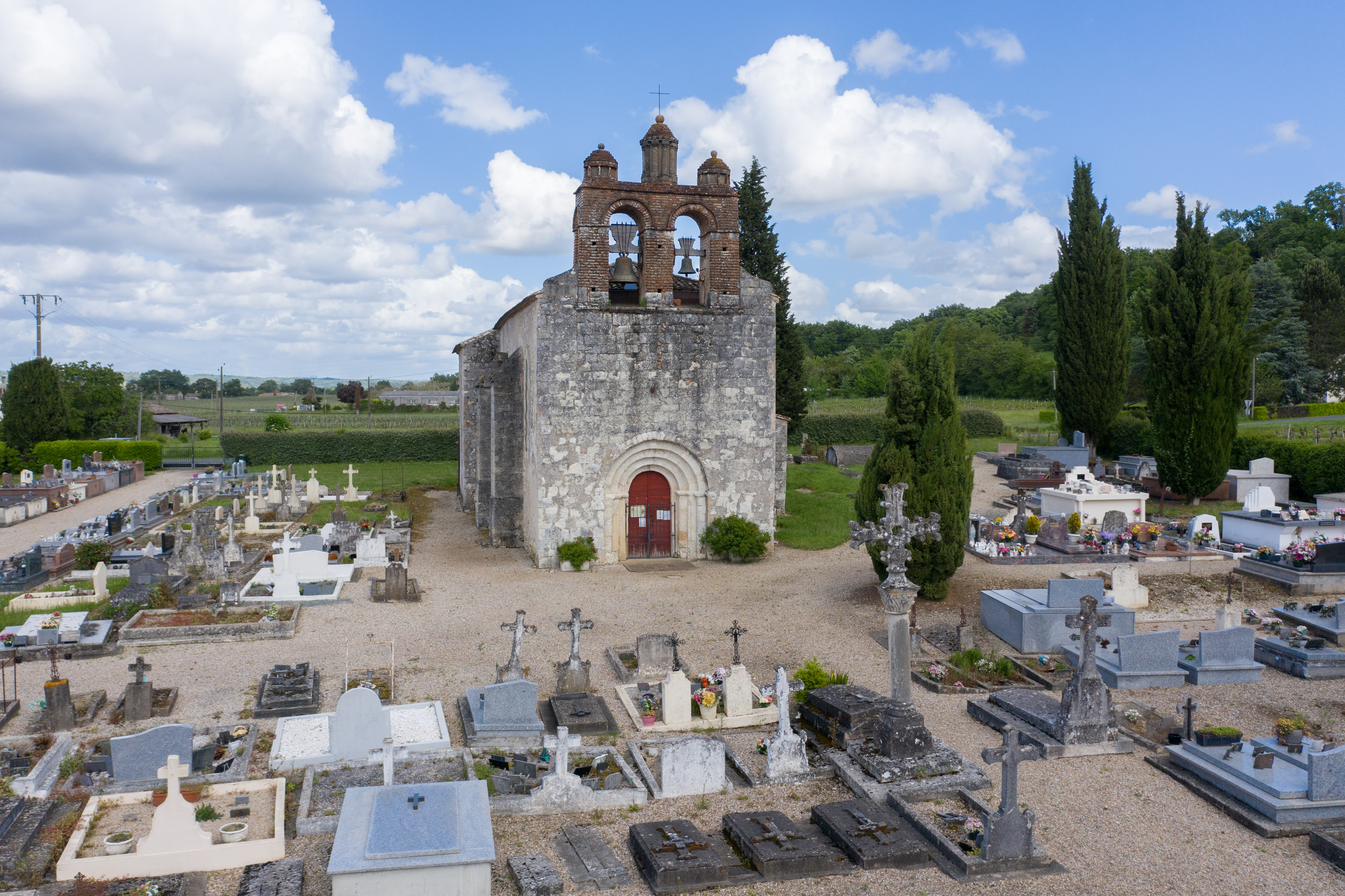
Kirche Saint-Vincent
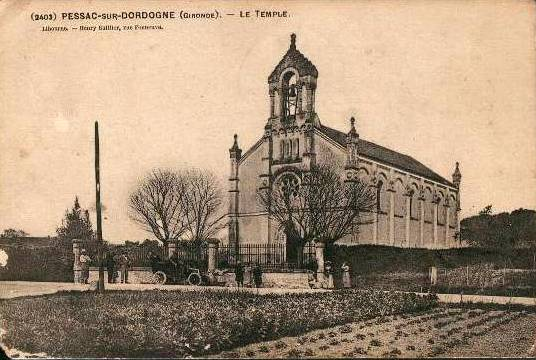
Protestantische Kirche auf einer alten Postkarte
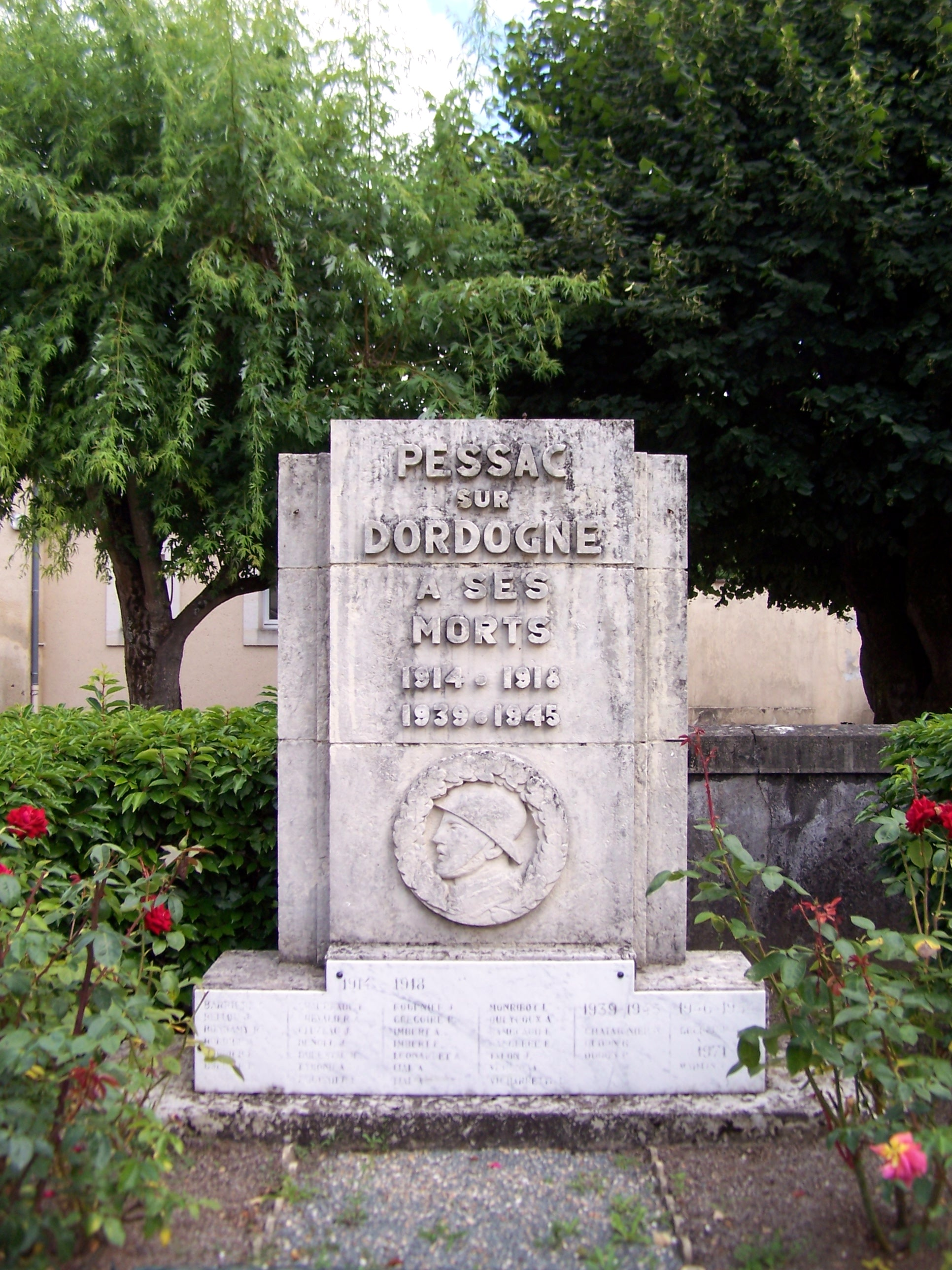
Gefallenendenkmal